# Bristol RE
Der Bristol RE war ein von Bristol Commercial Vehicles in England gebautes Chassis für Omnibusse. Der Typ wurde zwischen 1962 und 1982 gebaut. Die Typenbezeichnung stand dabei für Rear Engined (Heckmotor). Es war Nachfolger des Bristol MW. Die auf diesem Fahrgestell aufgebauten Busse zählten zu den erfolgreichsten Typen der ersten Generation heckmotorgetriebener Busse.
Das Vorgänger Bristol MW war auf die damals im Vereinigten Königreich geltenden Größenbeschränkungen für Omnibusse mit 8 Fuß Breite und 30 Fuß Länge ausgelegt. Nach Aufhebung dieser Beschränkungen modifizierte Bristol Commercial das Chassis nicht, sondern entwickelte den heckgetriebenen Nachfolger Bristol RE. Zunächst wurde der Bus nur für die Tochtergesellschaften der staatlichen Holdinggesellschaft Transport Holding Company gebaut, zu der auch Bristol Commercial gehörte. Nachdem Leyland Motors 1965 einen Aktienanteil von 25 % an Bristol Commercial erworben hatte, wurde der Bus auch von anderen, privaten Betreibern beschafft. Ab 1972 begannen die Verkäufe an den wichtigsten Kunden, die National Bus Company, die der Nachfolger der Transport Holding Company war, abzusinken. Ab 1976 wurde der Bus nur noch für die beiden nordirischen Betreiber Citybus und Ulsterbus sowie für den Export nach Neuseeland gebaut, nachdem Leyland den National herausgebracht hatte, der alle im Konzernverbund eingesetzten Eindeckermodelle ablösen sollte.
Auf das von Bristol Commercial gelieferte Fahrgestell wurden Aufbauten verschiedener Karosseriebauunternehmen gesetzt. Diese Bauweise war zur damaligen Zeit üblich, da die Aufbauten den Wünschen und Vorstellungen der verschiedenen Buslinienbetreiber besser angepasst werden konnten. Die Aufbauten kamen meist von den Eastern Coach Works (ECW), die mit Bristol Commercial über die gemeinsame Holdinggesellschaft Transport Holding Company verbunden waren. Einige wenige Busse erhielten auch Aufbauten anderer Hersteller. Die für schottische Betreiber gebauten Busse bekamen traditionell Aufbauten von Walter Alexander Coachbuilders, hier den M-Type, während die für Nordirland gebauten Busse ebenso traditionell mit Aufbauten aus dem Zweigwerk von Alexander in Belfast ausgerüstet wurden. Hier kam der X-Type zum Einsatz. Bei Reisebussen erfreute sich der Panorama Elite von Plaxton großer Beliebtheit, während der Commander-Aufbau von Duple Coachbuilders eher selten anzutreffen war. Daneben lieferte auch Marshall einige Aufbauten.
Das Chassis wurde in einer langen und einer kurzen Ausführung gebaut. Während die lange Ausführung 36 Fuß lang war und die damals gültige Längenbeschränkung für zweiachsige Busse voll ausnutzte, war die kurze Ausführung mit 30 Fuß Länge für Strecken mit geringerem Passagieraufkommen vorgesehen. Sie löste den Bristol MW direkt ab. Nachdem die Größenbeschränkung auf 12 m Länge angehoben wurde, brachte Bristol Commercial den maximum length heraus. Neben der Länge unterschieden sich die Busse noch durch die Fußbodenhöhe. Während Niederflurbusse im Stadtverkehr zum Einsatz kamen, waren die Ausführungen mit höher gelegenem Fußboden für den Aufbau von Reise- und Mehrzweckbussen gedacht. Diese in England als dual purpose bezeichneten Mehrzweckbusse waren zur damaligen Zeit relativ weit verbreitet, konnten sie doch während der Arbeitswoche im Linienverkehr und zu verkehrsschwachen Zeiten im Ausflugsverkehr eingesetzt werden. Die Breite war bei allen Bussen einheitlich 2,5 m. Insgesamt wurden folgende Fahrgestellausführungen gebaut:
- RELL - long, low frame - lange Ausführung, Niederflurrahmen, Aufbau als Stadtbus
- RESL - short, low frame- kurze Ausführung, Niederflurrahmen, Aufbau als Stadtbus
- RELH - long,  high frame - lange Ausführung, hoher Rahmen, Aufbau als Reise- und Mehrzweckbus
- RESH - short high frame - lange Ausführung, hoher Rahmen, Aufbau als Reisebus
- REMH - maximum length (12m), high frame - längste Ausführung, hoher Rahmen, Aufbau als Reisebus für Expressverbindungen

Karosseriert wurde der Bus als Reisebus (englisch: coach)  mit 32 bis 49 Sitzplätzen, als Stadtbus (englisch: bus) mit 35 bis 53 Sitzplätzen und als Mehrzweckbus mit bis zu 49 Sitzplätzen.  
Ausgerüstet wurde der Bristol MW mit Motoren von Gardner und Leyland Motors. Zum Einsatz kamen sechszylindrige Dieselmotoren. Gardner lieferte den 6HLX, Leyland den O.600 bzw. O.680. Die Typenbezeichnung erhielt das Suffix 6G für Busse mit Gardner-Motoren und 6L für Busse mit Leyland-Motoren. Obwohl Bristol Commercial Vehicles selbst ein bedeutender Hersteller von Nutzfahrzeugmotoren war, wurde kein einziger Bus mit einem  Bristol-Motor ausgerüstet. Lediglich ein Prototyp erhielt versuchsweise einen liegend eingebauten Bristol-Motor, dieser wurde jedoch durch einen Dieselmotor von Gardner ersetzt, bevor der Bus ausgeliefert wurde. Die für den Export nach Neuseeland bestimmten Busse erhielten den auch im Leyland National verwendeten O.510. Die Motoren waren im Heck liegend angeordnet. Obwohl Bristol Commercial den Bristol MW ab 1962 auch mit Luftfederung angeboten hatte, erhielt der RE wieder konventionelle Blattfedern. Insgesamt war der RE einfach aufgebaut, was Betrieb und Wartung jedoch vereinfachte und so zum Erfolg des Busses beitrug. Die Handbremse wirkte rein mechanisch, während der Leyland Leopard bereits über eine pneumatisch unterstützte Bremse verfügte. Eine Servolenkung war ebenfalls nicht vorhanden.
Insgesamt wurden 4629 Busse gebaut, dabei ist die Version RESH mit nur 11 Exemplaren die seltenste Ausführung.

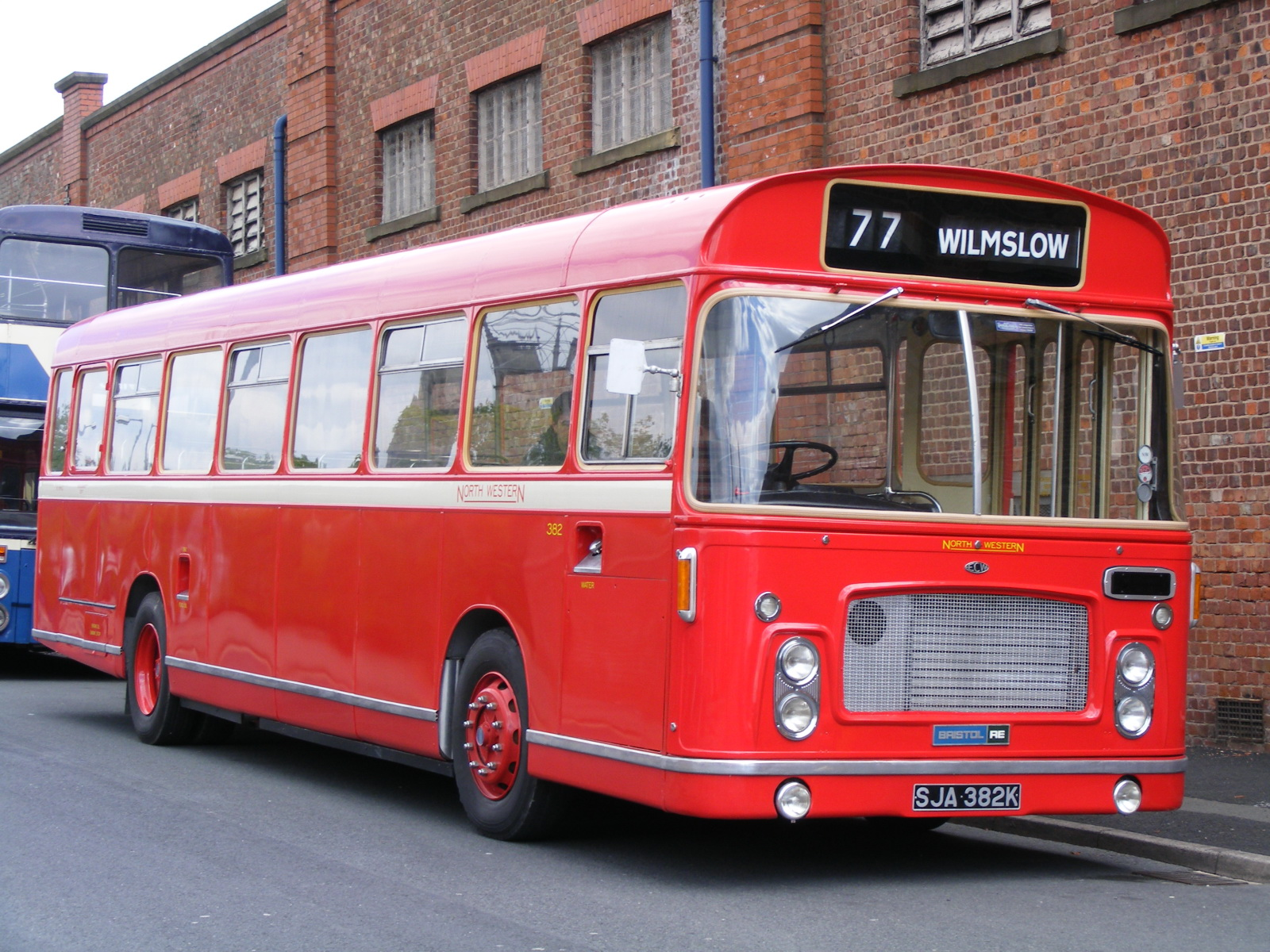
Bristol RE mit Aufbau als Stadtbus von ECW
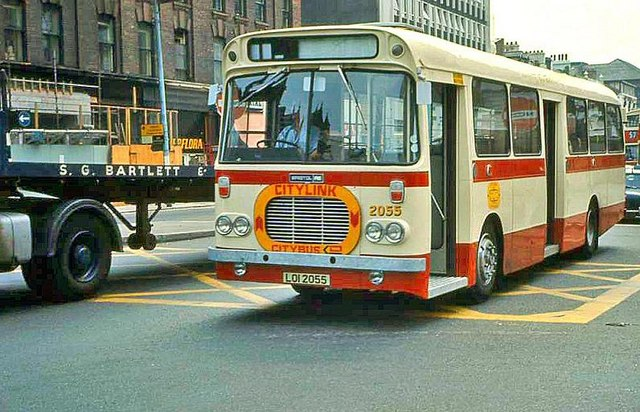
Bristol RELL6G mit Y-type-Aufbau als Stadtbus von Alexander
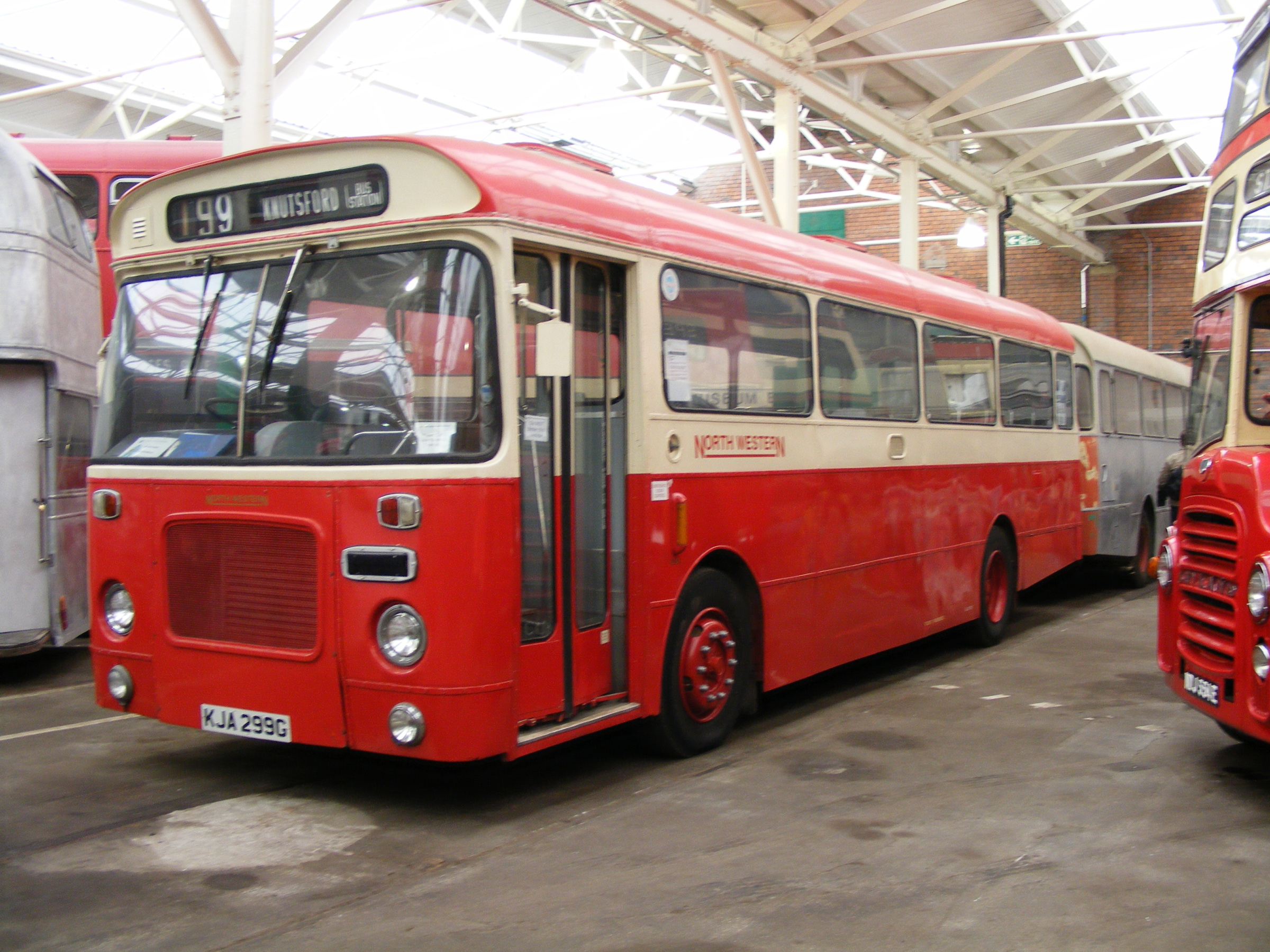
Bristol RESL6G mit Aufbau als Stadtbus von Marshall
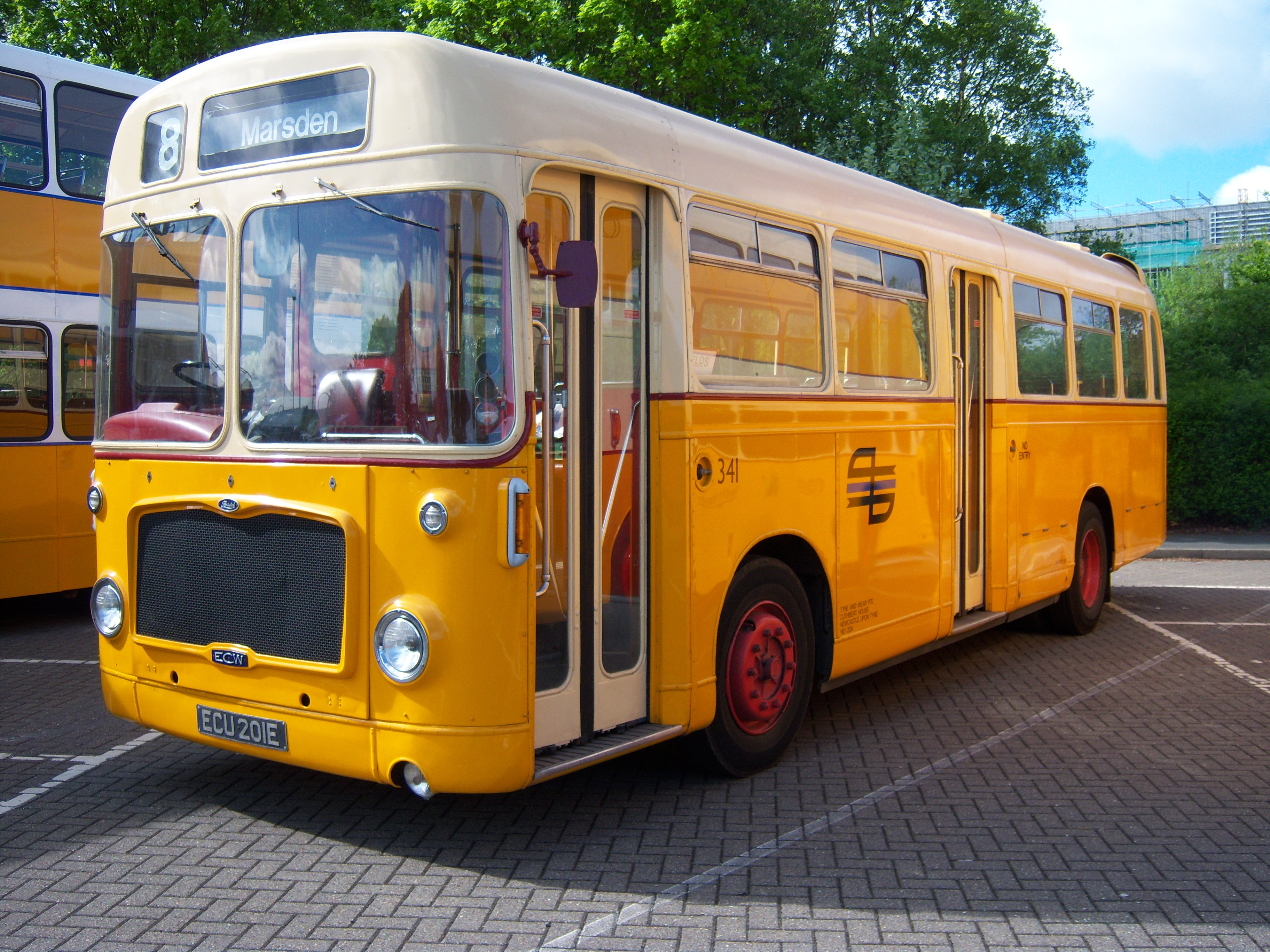
Bristol RESL6G mit Aufbau als Stadtbus von ECW
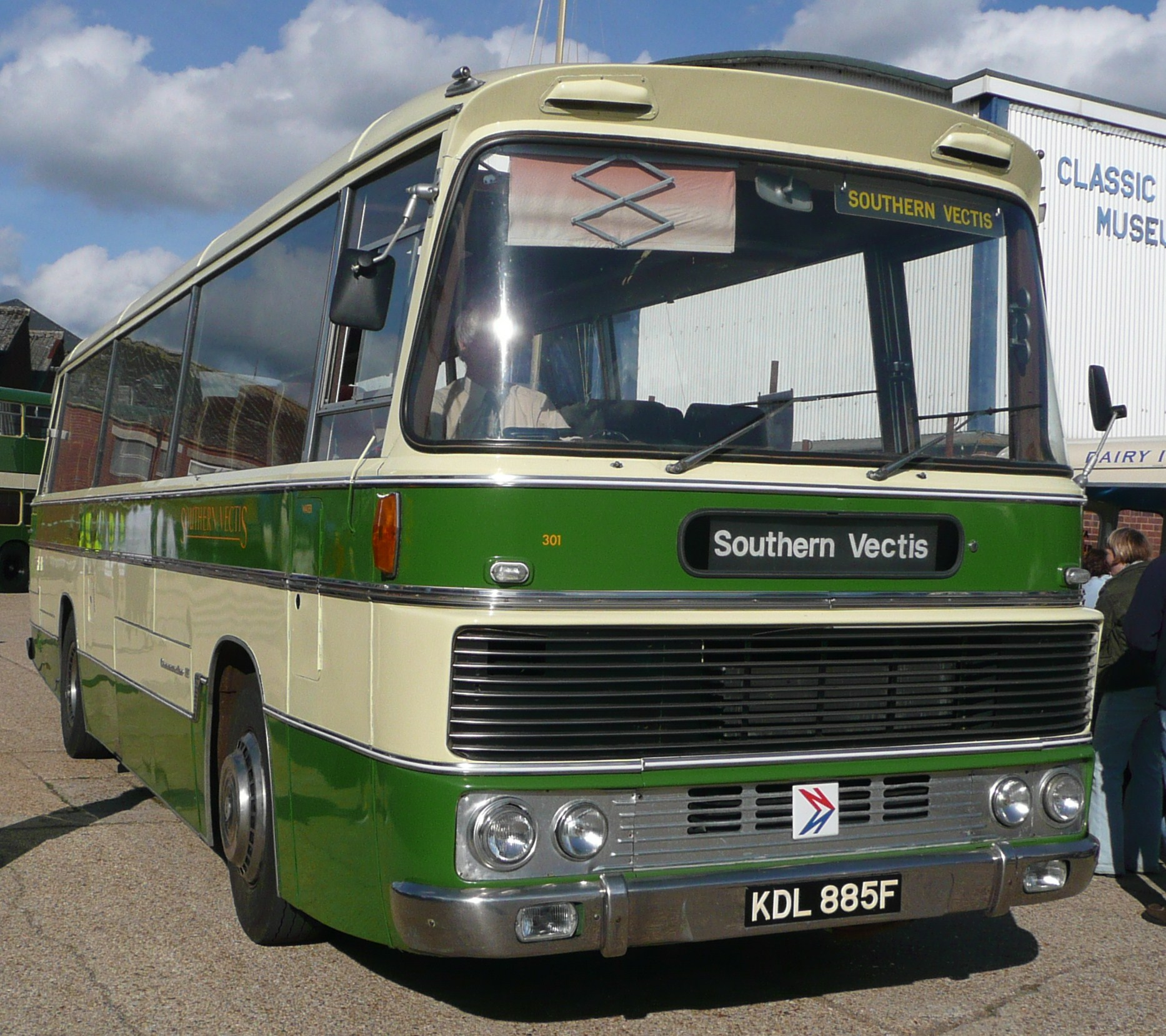
Bristol RESH6G mit Commander-Aufbau von Duple